# Spiderbait
Spiderbait ist eine Rockgruppe aus Australien. Sie wurde 1994 von dem Schlagzeuger und Sänger Kram (Mark Maher), dem Gitarristen Whitt (Damian Whitty) und der Bassistin und Sängerin Janet English gegründet. Ihr wohl bekanntester Hit war eine Neuauflage des Klassikers Black Betty, dessen bekannteste Version von Ram Jam stammt.

## Geschichte
Kurz nach ihrer Gründung verkaufte die Gruppe einige Indie-Veröffentlichungen, bis sie schließlich (bis heute) bei Universal Music gelandet ist.
Für die PlayStation-Portable-Version des Spiels Little Big Planet steuerten sie den offiziellen Soundtrack 'Glockenpop' bei, sowie zu dem Film Death Race (2008) das Lied '5th set'. Mit ihrer Version von 'Black Betty' ist die Gruppe zudem im Soundtrack von Need for Speed: Underground 2 vertreten.

## Diskografie

### Alben
| Jahr | Titel                                         | Höchstplatzierung, Gesamtwochen, AuszeichnungChartsChartplatzierungen (Jahr, Titel, Platzierungen, Wochen, Auszeichnungen, Anmerkungen) | Anmerkungen   |
| Jahr | Titel                                         | AU | Anmerkungen   |
| ---- | --------------------------------------------- | --- | ------------- |
| 1995 | The Unfinished Spanish Galleon of Finley Lake | AU14 (7 Wo.)AU |               |
| 1996 | Ivy and the Big Apples                        | AU3 ×2Doppelplatin · (47 Wo.)AU |               |
| 1996 | Welcome to Happyland                          | AU18 (4 Wo.)AU | als Happyland |
| 1999 | Grand Slam                                    | AU10 Gold · (10 Wo.)AU |               |
| 2001 | The Flight of Wally Funk                      | AU34 (3 Wo.)AU |               |
| 2004 | Tonight Alright                               | AU14 Platin · (22 Wo.)AU |               |
| 2005 | Greatest Hits                                 | AU6 Gold · (8 Wo.)AU |               |
| 2013 | Spiderbait                                    | AU30 (1 Wo.)AU |               |

Weitere Alben
- 2017: B-Sides Collection

### Singles
| Jahr | Titel Album                                               | Höchstplatzierung, Gesamtwochen, AuszeichnungChartsChartplatzierungen (Jahr, Titel, Album, Platzierungen, Wochen, Auszeichnungen, Anmerkungen) | Anmerkungen   |
| Jahr | Titel Album                                               | AU | Anmerkungen   |
| ---- | --------------------------------------------------------- | --- | ------------- |
| 1995 | Monty The Unfinished Spanish Galleon of Finley Lake       | AU44 (2 Wo.)AU |               |
| 1996 | Buy Me a Pony Ivy and the Big Apples                      | AU45 (3 Wo.)AU |               |
| 1997 | Calypso and Other Tunes for Lovers Ivy and the Big Apples | AU13 (19 Wo.)AU |               |
| 1998 | Don’t You Know Who I Am? Welcome to Happyland             | AU24 (12 Wo.)AU | als Happyland |
| 1999 | Shazam! Grand Slam                                        | AU46 (2 Wo.)AU |               |
| 2004 | Black Betty Tonight Alright                               | AU1 ×2Doppelplatin · (18 Wo.)AU |               |
| 2004 | F**ken Awesome Tonight Alright                            | AU30 (6 Wo.)AU |               |